# Інженерія
Інжене́рія (від лат. ingenium — здібність, винахідливість; син.) — це практика використання природничих наук, математики та процесу інженерного проектування для вирішення технічних і технологічних задач, підвищення ефективності та продуктивності і вдосконалення систем. Сучасна інженерія включає в себе багато підгалузей, які включають проєктування та вдосконалення інфраструктури, машин, транспортних засобів, електроніки, матеріалів та енергетичних систем. Вона є галуззю людської інтелектуальної діяльності із застосування досягнень науки до розв'язання конкретних техніко-технологічних проблем людства.  Інженерна діяльність має на меті розв'язання проблем різного масштабу та характеру.
Сучасна інженерна діяльність являє собою зрілу форму трудової діяльності, безпосередньо спрямованої на розв'язання технічних завдань і створення техніки та технологій. Інженерія об'єднує всіх інженерів, незалежно від того, в якій сфері суспільного життя використовується їхня праця.

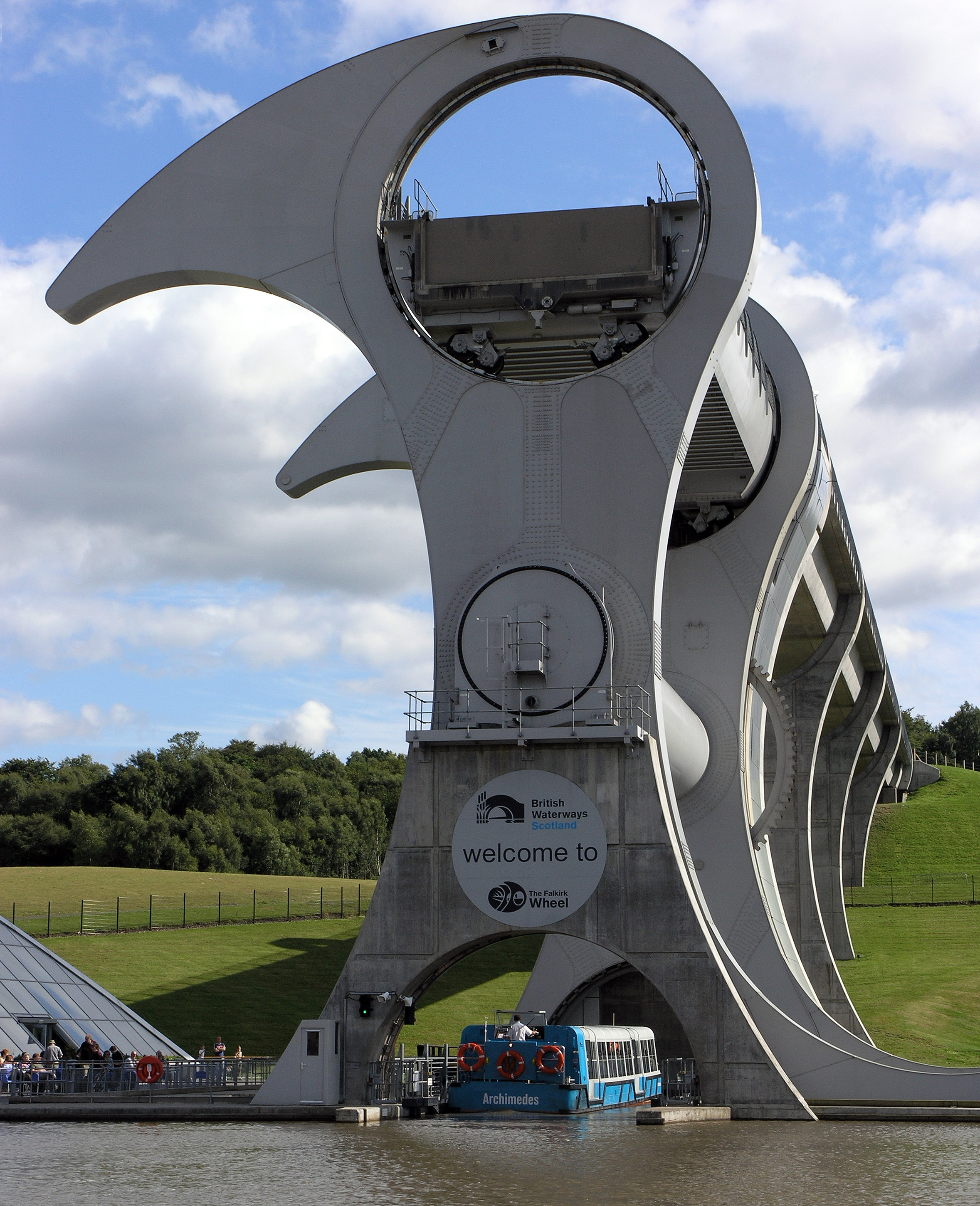
Фолкеркське колесо — інженерний проєкт 21 століття

У вузькому сенсі інженерія — це використання матерії, енергії та абстрактних об'єктів для створення конструкцій, машин та обладнання, призначених для виконання конкретних функцій або розв'язання конкретної проблеми.
Людей, що постійно та на високому рівні практикують інженерію, називають інженерами.
Інженер використовує уяву і досвід, здатність аналізувати і оцінювати, застосовує свої знання для проєктування, будівництва, експлуатації та вдосконалення машин і процесів (наприклад, технології виробничих процесів, охорони навколишнього середовища, біотехнології).

## Історія терміна

### Етимологія терміна
Історія поняття «інженерія» сягає давнини, коли людство зробило такі винаходи, як колесо, важіль та шків. У цьому контексті «інженер» означає особу, яка здійснює практичні та корисні винаходи.
За всіма наявними даними термін походить від фр. Ingénierie. Цей термін є похідним в свою чергу, від старого французького терміна engigneor, що означає конструктор військових машин.
Англійські слова engineering та engineer, хоча і подібні за звучанням, мають інше походження. Більше того, вони не походять, як можна було б припустити, від слова engine (машина), а від лат. ingenium — вроджені здібності, талант, геній.

### Практика вживання терміна
Певний час термін був маловживаним (деякі словники якщо і подають його, то з приміткою «застарілий»), але останнім часом активно відновлюється, особливо в таких сполученнях, як «генна інженерія» (англ. Genetic engineering), «програмна інженерія» (англ. Software engineering), «інженерія знань» (англ. Knowledge engineering) тощо.

## Етапи розвитку класичної інженерії

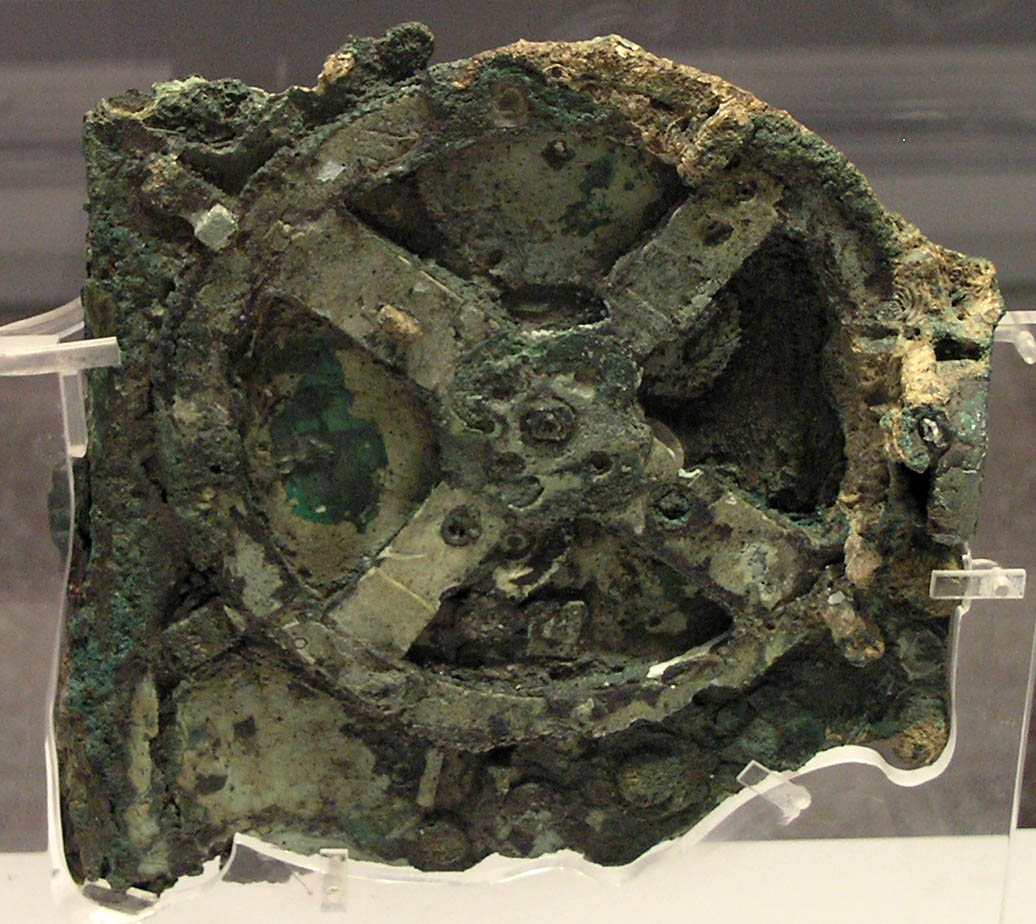
Антикітерський механізм, основний фрагмент

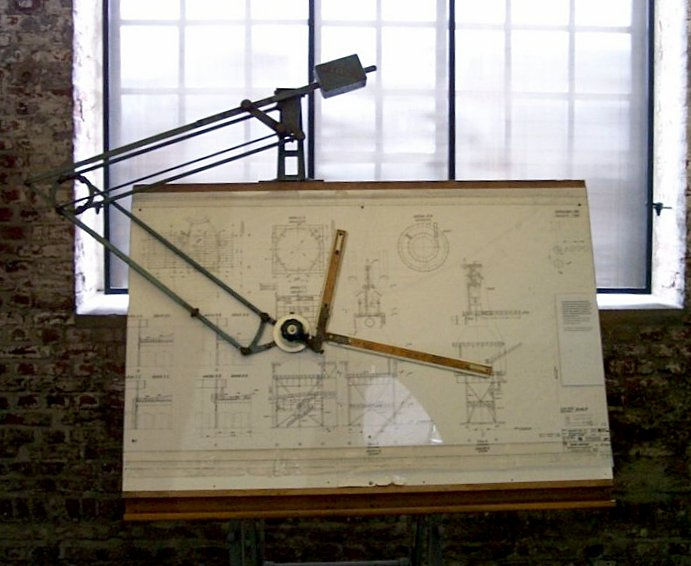
Креслярський стіл — головний інструмент інженера-конструктора 20-го століття

Попри те, що сучасне машинобудування було створено у XIX столітті, його витоки сягають давнини, коли було сконструйовано низку машин для цивільного та військового вжитку. Одним із найвідоміших є антикітерський механізм, машина з безпрецедентним рівнем складності, створення якої датується приблизно 70-ми роками до н. е.
Перший (праінженерний) етап був етапом становлення інженерної діяльності у Стародавньому світі, пов'язаним головним чином з будівництвом та архітектурою. Він ознаменував собою різкий стрибок у розвитку громадських форм технічної діяльності, перший вузловий момент її історії.
Найдавніше відоме ім'я інженера — Імхотеп, один з чиновників фараона Джосера і який був проєктантом і будівничим ступінчастої піраміди у Саккарі в роки близько 2630—2611 до н. е. Вважають також, що він був першим, хто використав колони в архітектурі. Найвидатнішими інженерами цієї епохи були вихідці знаменитої Александрійської школи: Герон Александрійський, Ктесібій, Архімед, а також римський архітектор Марк Вітрувій Полліон, котрий написав працю «Десять книг про архітектуру».
Прикладами досягнень стародавньої інженерії є споруди, такі як Акрополь і Парфенон в Греції, Колізей в Стародавньому Римі, Висячі сади Семіраміди та піраміди Єгипту.
Другий (передінженерний) етап інженерії розпочався в епоху Відродження і розвивався в умовах феодальних відносин і зародження машинного виробництва. Основною сферою інженерної діяльності продовжує залишатися будівництво, а також створення військової техніки (метальних, стінобитних та інших машин). І тому в «Енциклопедії» Дідро та Д'Аламбера інженера визначено як будівельника військових укріплень і машин. Найвидатнішим інженером епохи Відродження був Леонардо да Вінчі, художник, архітектор, механік, експериментатор і винахідник, геніальність якого була підтверджена ґрунтовними технічними знаннями.
Третій етап становлення інженерії мав місце в епоху промислового перевороту і поширення робочих машин на основі парового двигуна. Перший паровий двигун побудував у 1698 році інженер-механік Томас Севері. Винаходи Томаса Севері та Джеймса Ватта призвели до створення у Великій Британії сучасного машинобудування. Розробка спеціалізованих машин та інструментів у ході промислового перевороту дозволила запровадити масове виробництво, що призвело до швидкого розвитку цієї галузі.
Четвертий етап представляв розвиток інженерії на основі системи машин і технічних наук в умовах розвитку промисловості у XIX ст. У середині XIX ст. розвиток науки, викликаний потребами матеріально-технічного виробництва, призвів до виникнення соціальних інститутів технічних наук і науково обґрунтованої технічної діяльності, яка з цього часу стала вважатися інженерною. З цих пір технічне підготовлення виробництва стає переважно інженерним та, перш за все, конструкторським та технологічним, а інженер — це вже переважно машинобудівник.
У цей час з'явилася також така галузь інженерії як хімічна технологія у зв'язку із виникненням потреби у нових матеріалах та нових технологічних процесах, необхідних для виробництва в промислових масштабах. Попит був настільки сильним, що виникла нова галузь промисловості, яка займається розробкою та серійним виробництвом хімічних сполук. Роль хімічної технології полягає в розробці та експлуатації заводів, що виробляють хімікати.
Інженерія електрична бере свій початок в експериментах XIX століття, які провели Алессандро Вольта, Майкл Фарадей, Георг Ом, Андре-Марі Ампер та інші. Основним результатом проведених експериментів був винахід електричного двигуна.
Роботи Джеймса Максвелла і Генріха Герца в кінці XIX століття поклала початок електроніки. Наступні винаходи вакуумної лампи і транзистора призвели до розвитку електроніки і електротехніки.
П'ятий етап — формування сучасної інженерії в епоху бурхливого розвитку інформаційних технологій. У другій половині XX ст. відбувається якісний стрибок у розвитку соціальної функції науки як безпосередньої продуктивної сили. Носіями цієї функції стають інженери, діяльність яких і є основним каналом перетворення досягнень науки у технічні системи та технології. Інженерію не слід ототожнювати з наукою, навіть технічною. Якщо науковець переслідує пізнавальні цілі, то перед інженером завжди стоїть конкретне практичне завдання — створити технічний чи технологічний об'єкт, причому протягом обмеженого проміжку часу і з мінімальними затратами. Інженерія має сенс лише тоді, коли її результати мають практичне втілення. Інженерія у сучасних умовах — це технічне застосування науки, спрямоване виробництво техніки і задоволення технічних потреб суспільства.

## Основні риси інженерії
Перше, на що звертають увагу при описі інженерії, це те, що вона спрямована на діяльність у сфері матеріального виробництва або діяльність, яка спрямована на розв'язання завдань матеріального виробництва. Звідси — технічна спрямованість інженерії. Мета інженерної діяльності полягає у створенні техніки, технології та ефективного їх використання в системі суспільного виробництва. Поза цим інженер позбавлений предмета своєї діяльності.
Наступна характерна особливість інженерії полягає в тому, що вона спрямована на розв'язання суперечностей між об'єктом (природою) і суб'єктом (суспільством), на процес перетворення природного в соціальне, природного в штучне. Для інженерії техніка виступає як «природно-штучна» система, яка розв'язує технічні протиріччя природного та штучного у сфері її діяльності. Звідси — двоїста орієнтація інженерії: на науку, що займається вивченням природи, і на виробництво, що містить певний практичний досвід.
Більшу частину інтелектуального потенціалу інженера складають наукові знання, в межах яких узагальнюються дані досвіду. Звісно, зовсім не обов'язково володіти розвиненою науковою теорією для конструювання та виготовлення простих технічних засобів. Добротні годинники на зубчастих шестернях створили без теорії машин і механізмів, яка з'явилася значно пізніше. Але складну сучасну техніку без застосування наукових знань створити неможливо. Так, без використання досягнень фізики напівпровідників неможливо створити електронний годинник, а без знання електроніки, інформатики та ще цілого комплексу наук неможливо створити обчислювальну машину. Ці обставини визначають місце інженерії та сам характер цієї діяльності. Сфера існування інженерії займає проміжне положення між теорією і практикою, праця інженера є розумовою працею у сфері матеріального виробництва.
У процесі застосування відкритих природничими науками законів для проєктування, конструювання, виготовлення та вдосконалення техніки і технології ці закони потрібно не тільки привести до зручного вигляду для їх застосування, але й втілити їх у новій техніці і технології. Цей процес є найскладнішим, найвідповідальнішим і найцікавішим в інженерії. Саме він надає цій діяльності творчий характер. Творчість — одна з найважливіших рис інженерної діяльності.
Структурними елементами інженерної творчості є:
- відображення та осмислення технічної потреби як проблеми технічного прогресу;
- виношування нової технічної ідеї;
- розробка ідеальної моделі технічного пристрою;
- конструювання — перехід від ідеальної моделі до створення нового технічного пристрою на основі математичних і технічних розрахунків, створення нового промислового зразка.

Творчий характер діяльності інженера проявляється насамперед у тому, що він свідомо формує мету своєї діяльності на основі осмислення технічних потреб виробництва і суспільства в цілому. Творчість виникає завдяки здатності людської свідомості до уяви і є ідеальним аналогом подальшої матеріальної діяльності суб'єкта. Інженерна творчість реалізує вихід за межі існуючого стану техніки і технології і результатом її є поява винаходу. Винахід — це акт свідомості, який залишає позаду себе стару дійсність і творить нову. У своїй суті винахід протилежний природі як штучне до натурального. Традиційно вважалася безсумнівною і чіткою відмінність між відкриттям і винаходом.
Однак строгу межу між винаходом і відкриттям провести важко через те, що і перше, і друге є результатом розумової діяльності. І тому буває важко встановити чи зроблено у якомусь конкретному випадку винахід або відкриття. Часто те і інше мають одні і ті ж психологічні механізми і можуть відбуватися при проведенні одного дослідження, або одне з них створює передумови для іншого. При цьому в одних випадках відкриття створює об'єктивну базу для технічних винаходів. Так відкриття властивостей електрики призвело до винаходу електродвигуна. В інших, навпаки, у винайденому об'єкті згодом відкривають щось нове, що до того було невідомим. Е. Торрічеллі спочатку винайшов барометр, а вже пізніше відкрив атмосферний тиск.
Лише на перших етапах становлення інженерної діяльності винахідництво спиралось на емпіричний рівень знання. В умовах же розвиненої технічної науки будь-який винахід ґрунтується на ретельних інженерних дослідженнях і супроводжується ними. З розвитком масового виробництва виникає необхідність його спеціальної проєктно-конструкторської підготовки. Конструювання являє собою розробку конструкції технічної системи, яка потім матеріалізується в процесі його виготовлення на виробництві. Стадія виготовлення пов'язана з монтажем вже готових елементів конструкції і з паралельним виготовленням нових елементів. Функції інженера в даному випадку полягають в організації виробництва конкретного класу виробів і розробці технології виготовлення певної конструкції технічної системи.
Технічні проблеми, що виникають на певному окремому виробництві, в тій чи іншій технічній галузі чи в суспільстві в цілому ставлять перед інженерами певні технічні завдання. Так, наприклад, «енергетичний голод» ставить перед інженерією завдання знаходження та практичного використання нових джерел енергії. Протиріччя між поставленими технічними завданнями і можливістю їх розв'язання на основі існуючих технічних засобів породжує технічну проблему створення відповідних технічних рішень. При цьому інженер повинен так сформулювати конкретну технічну задачу, щоб у ній в неявній формі, як би у вигляді передчуття, містилася конкретна технічна ідея розв'язання цієї задачі. Через складний і суперечливий процес проєктування, а потім конструювання та виготовлення технічна проблема отримує своє рішення.
Розподіл праці в області інженерії неминуче веде до спеціалізації інженерів, що працюють переважно в сфері або інженерного дослідження, або конструювання, або створення технологій виготовлення та організації виробництва технічних систем. З появою та розвитком технічних наук змінилася і сама інженерна діяльність. У ній поступово виділилися нові напрямки, тісно пов'язані з науковою діяльністю (але які не зводяться до неї), з опрацюванням загальної ідеї, задуму створюваної системи, виробу, споруди чи пристрою і перш за все — проєктування.

## Методологія інженерії

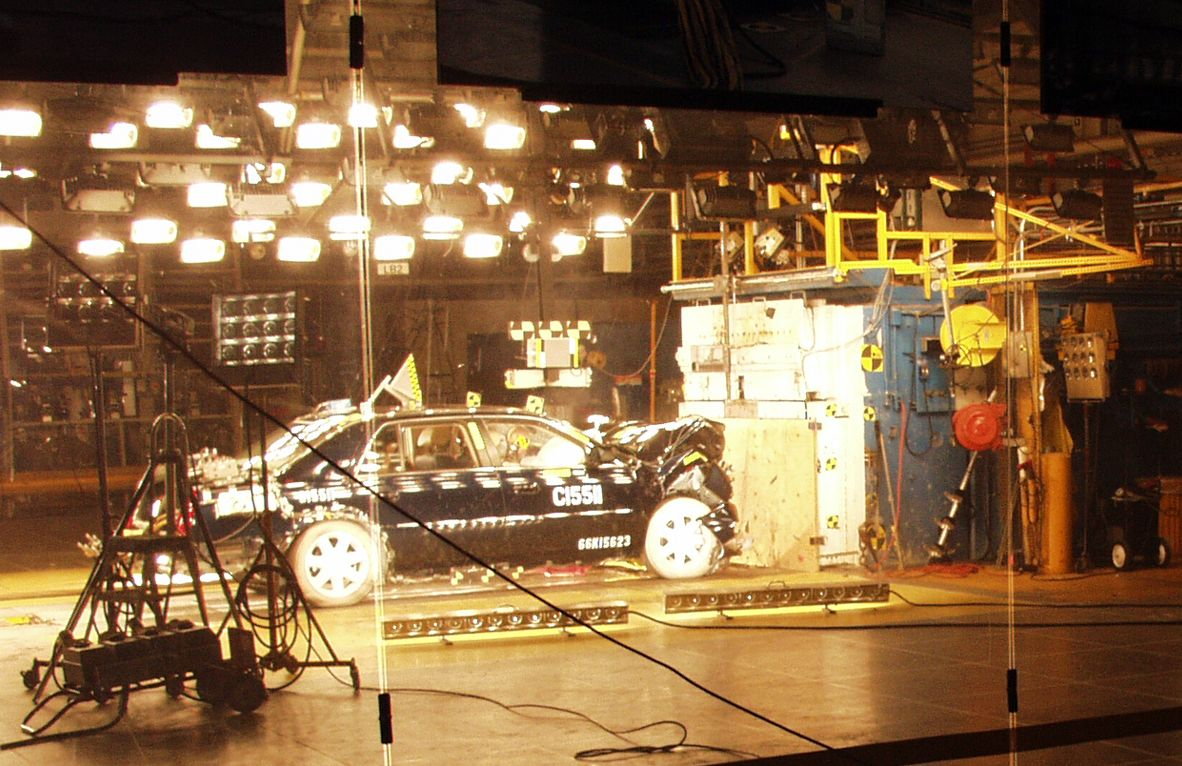
Краш-тест автомобіля на підприємстві General Motors з метою перевірки його безпечності

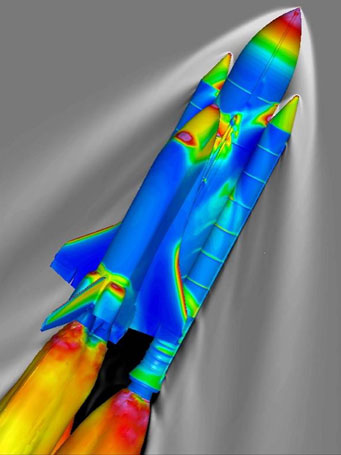
Комп'ютерне моделювання запуску космічного апарата

Див. також Методи інженерного творення
Методологія стає все важливішою частиною інженерії, великі компанії розробляють свої власні методології, але все ще тривають пошуки універсальної методології інженерії, незалежно від конкретних галузей та використовуваних інструментів. Таким чином виникли нові галузі досліджень та програм, таких як системотехніка, інженерія знань.
Загалом, завданням кожного інженера є розуміння мети завдання, вимог та обмежень щодо очікуваного результату або продукту. Зазвичай не є достатнім довільне проєктування та виконання, необхідно враховувати додаткові умови. Це може бути пов'язано з вимогами якості, наявності сировини, енергомісткості рішень, технічних чи фізичних обмежень та можливості вносити зміни в існуючі рішення, простота виготовлення, реалізації й обслуговування. 
Лише зважаючи на всі потенційні потреби користувачів, технологічні та економічні обмеження, інженер може приступити до розробки та виконання отриманого завдання.

### Розв'язування проблем
При розв'язуванні поставлених завдань інженер, як правило, знаходить декілька можливих рішень. Тому потрібно оцінювати розв'язки проблем з точки зору їх придатності, безпеки і економіки, і на цій основі обирати рішення, які найкращим чином відповідають початковим вимогам. Створення відповідної математичної моделі, яка дозволяє проаналізувати і протестувати можливі рішення, як правило, є незамінним інструментом для інженерів.
Після аналізу багатьох існуючих патентів Генріх Альтшуллер сформулював тези, що «нижній рівень» інженерних рішень ґрунтується на компромісах, в той час як «верхній рівень» діяльності інженера дозволяє обрати рішення, яке розв'язує основну проблему завдання.

### Перевірка рішень
В інженерії широко використовують технічні випробування та аналіз перед запровадженням технічних рішень, з тим щоб оцінити їх роботоздатність. Використовують для цього: прототипи, масштабовані або спрощені моделі, обчислювальне моделювання, руйнівні і неруйнівні випробування та випробування на втому. Завданням випробувань є забезпечення гарантій роботоздатності технічного рішення згідно з попередніми припущеннями.
Впровадження інженерних рішень часто супроводжується серйозною відповідальністю. Інженери повинні розробляти і впроваджувати рішення, що не приводять до несподіваних чи ненавмисних збитків. Через це у готове рішення часто закладають запас міцності, щоби зменшити ризик збою. Проте, що більший запас міцності, то менш ефективне саме рішення.

### Застосування обчислювальної техніки
Комп'ютери є важливим інструментом сучасної інженерії. Вони підтримують діяльність інженерів на кожному етапі роботи, від проєктування до виробництва та керування обладнанням.
Використання комп'ютерів для проєктування дозволяє прискорити і полегшити цей процес. У багатьох випадках, комп'ютерне моделювання дозволяє уникнути дорогих у розробці й випробуванні прототипів. Спеціалізоване програмне забезпечення пропонує інженеру бази даних готових рішень для використання в поточній роботі, і здатне генерувати керуюче програмне забезпечення для верстатів з ЧПК, що значно спрощує підготовку до процесу виробництва.
Комп'ютери широко використовують і на стадії виробництва, як основу автоматизації, забезпечуючи контроль швидкості й точність цього процесу на рівні, не доступному людині.

## Основні галузі інженерії
Інженерія, як і інші галузі, що охоплюють широке поле людської діяльності, зазвичай розбивається на декілька підгалузей. Ці підгалузі охоплюють різні види інженерних робіт. Хоча, як правило, інженер отримує освіту з конкретної спеціальності, під час професійної діяльності інженер може стати багатопрофільним, попрацювавши в декількох обраних областях. Інженерію можливо поділити на чотири основні підгалузі:
- Хімічні технології — застосування фізики, хімії, біології та інженерних принципів з метою здійснення хімічних процесів у промислових масштабах.
- Будівельна справа (будівельна інженерія) — проєктування та будівництво промислових та цивільних споруд, споруд інфраструктури (аеропортів, автомобільних шляхів, залізниць, систем водопостачання та очисних споруд, мостів тощо), гідротехнічних споруд (греблі, дамби, канали).
- Електроінженерія — розробка і дослідження різних електричних й електронних систем, таких як: електричні кола, генератори, двигуни, електромагнітні/електромеханічні пристрої, електронні пристрої та схеми, оптичні технології й оптоелектроніка, комп'ютерні системи, телекомунікації, засоби вимірювальної техніки, елементи автоматизованих систем керування й електроніки.
- Машинобудування — розробка та виготовлення технічних систем, таких, як силове й енергетичне устаткування, продукція аерокосмічної галузі й літакобудування, озброєння, засоби транспорту, компресори, механічні передачі, кінематичні ланцюги, обладнання вакуумних технологій та ін.

Крім цих чотирьох підгалузей, виділяються інші види інженерної діяльності, що займають відокремлений статус. Історично склалося, що військово-морська інженерія і гірнича справа формувались як незалежні гілки. Сучасні класифікації іноді розглядають як незалежні наступні галузі: аерокосмічну інженерію, нафто-газовидобування, системотехніку, біомедичну інженерію, промислову інженерію, матеріалознавство та ядерну енергетику.
Нові спеціалізації формуються зазвичай у поєднанні з традиційними напрямками і завершуються формування нових гілок. Нові напрямки або нові сфери застосування як правило визначаються як тимчасові шляхом перестановки множини існуючих дисциплін, проте, коли даний напрямок стає визнаним, він потрапляє у класифікацію як нова галузь. Одним з ключових показників цього визнання є поява у провідних університетах нових департаментів і програм у цій новій галузі.
Для кожної із згаданих галузей інженерії існує одна спільна риса — це застосування у своїх дисциплінах таких наук, як фізика, хімія і математика.

## Сучасні тенденції трансформації інженерії
Виділення стадії проєктування в сфері інженерії та її формування у самостійну галузь діяльності у другій половині XX століття призвело до кризи традиційного інженерного мислення, орієнтованого на застосування знань лише природничих і технічних наук і створення відносно простих технічних систем. Результатом цієї кризи було формування системотехнічної діяльності, орієнтованої на створення складних технічних систем.

### Системотехніка (системна інженерія)
Прогресуюча диференціація і розвиток спеціалізації інженерної діяльності за окремими видами обумовлює потребу узгодження роботи інженерних працівників на різних етапах створення нової техніки, тобто — її інтеграції. А для здійснення такої інтеграції потрібні особливі спеціалісти — інженери-системотехніки (англ. systems engineers).
Системотехнічна діяльність є неоднорідною і включає в себе різні види інженерних розробок і наукових досліджень. Системотехнічна діяльність здійснюється різними групами фахівців, що займаються розробкою окремих підсистем. Розчленування складної технічної системи на підсистеми йде за різними ознаками: відповідно до спеціалізації, яка існує в технічних науках; за методами та технологіями виготовлення; за структурною побудовою проєктних установ. Крім того для втілення системотехнічної діяльності потрібна група особливих фахівців-універсалів — координаторів (головний конструктор, керівник теми, головний спеціаліст проєкту або служби наукової координації, керівник науково-тематичного відділу). Ці фахівці здійснюють координацію та науково-тематичне керівництво у першу чергу в плані об'єднання різних підсистем, і в плані об'єднання окремих операцій системотехнічної діяльності в єдине ціле.
Зазвичай системотехнічна діяльність складається з шести фаз:
- підготовка технічного завдання (аналіз потреби, вивчення проєктної проблеми, синтез варіантів можливих рішень, визначення фізичної можливості втілення розв'язання проблеми, вибір економічно рентабельних рішень, формування множини придатних рішень);
- передпроєктна стадія для вибору найкращої проєктної ідеї (вибір найперспективнішого рішення, формулювання математичних моделей, визначення критичних проєктних параметрів, аналіз сумісності складових проєктованої системи та її стабільності, аналіз резерву розвитку конструкції, прогнозування поведінки системи в майбутньому, експериментальна перевірка ідеї, усунення складностей та спрощення проєкту);
- розробка ескізного проєкту (обґрунтування бюджету та організації проєктування, попереднє проєктування підсистем, проєктування компонентів, виготовлення технічної документації на усі складові та систему в цілому, виготовлення прототипу системи, перевірка, аналіз та удосконалення системи);
- виготовлення та впровадження (планування виробництва, розподілу та споживання);
- експлуатація;
- оцінка.

Іноді додається ще одна фаза — «ліквідація», або «утилізація» системи, що в сучасних умовах часто є складним завданням через можливі екологічні наслідки.
Отже, системотехнічна діяльність являє собою комплексний вид діяльності, що включає велику кількість виконавців і функцій. Метою її є створення великих технічних систем і в зв'язку з цим — організація всіх робіт і фахівців, залучених до цієї розробки. Завдання інженера-системотехніка полягає в організації різних фахівців при проєктуванні системи.
Вихід інженерної діяльності у сферу соціально-технічних і соціально-економічних розробок призвів до відокремлення проєктування в самостійну галузь діяльності та трансформації його в системне проєктування, спрямоване на реорганізацію людської (наприклад, управлінської) діяльності, а не лише на розробку машинних компонентів. Сфера системного проєктування розширюється, воно охоплює всі галузі соціальної практики (обслуговування, споживання, навчання, управління тощо), а не тільки промислове виробництво. Формується соціотехнічне проєктування, завданням якого стає цілеспрямована зміна соціально-організаційних структур.

### Соціотехніка
Діяльність сучасного інженера пов'язана з навколишнім середовищем, основою життя людини і суспільства. Тому орієнтація сучасного інженера тільки на природничі та технічні науки й математику, яка спочатку формується ще у вузі, не завжди відповідає його справжньому місцю в науково-технічному розвитку сучасного суспільства. Розв'язуючи свої, здавалося б, вузько професійні завдання, інженер активно впливає на суспільство, людину, природу і не завжди найкращим чином. Соціально-економічна спрямованість роботи інженера стає абсолютно очевидною в рамках ринкової економіки — коли інженер змушений пристосовувати свої вироби до ринку і споживача.
Завдання сучасної інженерії — це не просто створення технічного пристрою, механізму, машини тощо. До її функцій належить і забезпечення їхнього нормального функціонування в суспільстві (не тільки в технічному сенсі), зручність обслуговування, дбайливе ставлення до навколишнього середовища, нарешті, сприятливий естетичний вплив тощо. Мало створити технічну систему, необхідно організувати соціальні умови її впровадження та функціонування з максимальними зручностями і користю для людини.
Новий стан у системному проєктуванні є проєктування систем діяльності. Тут мова йде про соціотехнічне (на противагу системотехнічному) проєктування, де головна увага має приділятися не машинним компонентам, а людській діяльності, її соціальним і психологічним аспектам. Специфіка сучасного соціотехнічного проєктування виражається у двох основних характеристиках: гуманітаризація (інтегрування з культурою та знаннями) та індивідуалізація (проєктування без прототипів).
Соціотехнічне проєктування виходить за межі традиційної схеми «наука-інженерія-виробництво» і замикається на найрізноманітніші види соціальної практики (наприклад, на навчання, обслуговування тощо), де класична інженерна установка перестає діяти, а іноді має і негативне значення. Все це веде до зміни самого змісту проєктної діяльності, яке розширює вузькі рамки інженерної діяльності і стає самостійною сферою сучасної культури.

## Цитати
«Науковці вивчають світ яким він є; інженери створюють світ, якого раніше не було.»— Теодор фон Карман 
Перефразовуючи (з «інженер» на «інженерія») у висловлюванні першого ректора КПІ В. Л. Кирпичова можна сказати, що
«Інженерія — це здатність придумувати та облаштовувати майбутнє.»